# Devin Druid
Devin Druid (27 de enero de 1998 en Chesterfield, Virginia) es un actor estadounidense. Es conocido por encarnar a Tyler Down en la serie de Netflix, 13 Reasons Why, basada en la novela de 2007 de Jay Asher.

## Filmografía

### Televisión
| Año       | Título           | Rol                         | notas            |
| --------- | ---------------- | --------------------------- | ---------------- |
| 2012      | Fatal Encounters | Jesse Schwartz              | 1 episodio       |
| 2014      | Those Who Kill   | Nathan                      | 1 episodio       |
| 2014      | Louie            | Louie                       | 2 episodios      |
| 2014      | Olive Kitteridge | Christopher                 | 2 episodios      |
| 2016      | House of Cards   | Danny                       | 1 episodio       |
| 2017–2020 | 13 Reasons Why   | Tyler Down                  | Elenco principal |
| 2018      | 9-1-1            | El hijo de Marjorie Daniels | 1 episodio       |

### Cine
| Año  | Título                                       | Papel         |
| ---- | -------------------------------------------- | ------------- |
| 2013 | Troop 491: the Adventures of the Muddy Lions | Melvin        |
| 2015 | Louder Than Bombs                            | Conrad        |
| 2016 | Wiener-Dog                                   | Dwight        |
| 2016 | Macbeth Unhinged                             | Macduff       |
| 2016 | Imperium                                     | Johnny        |
| 2017 | Sugar!                                       | Danny         |
| 2018 | Cam                                          | Jordan        |
| 2020 | Greyhound                                    | Homer Wallace |

## Carrera
Druid hizo su debut actoral en el documental Trading Ages el 17 de febrero de 2012.
Druid desarrolló una pasión por la actuación cuando recibió una ovación en un concurso de talentos en su colegio, lo que le dio la oportunidad de ser el líder por una banda de rock adolescente.
Fue influenciado por su hermano menor, Aidan Fiske, quien ya estaba actuando.  Sin embargo, su decisión final de entrar en el negocio de la actuación fue tomada mientras estaba viendo una película en el Byrd Theatre donde llegó a la conclusión de que "amaba todo lo que tenía que ver con dicha industria," y quería ser parte de ella.